# Operații de prelucrare a materialelor

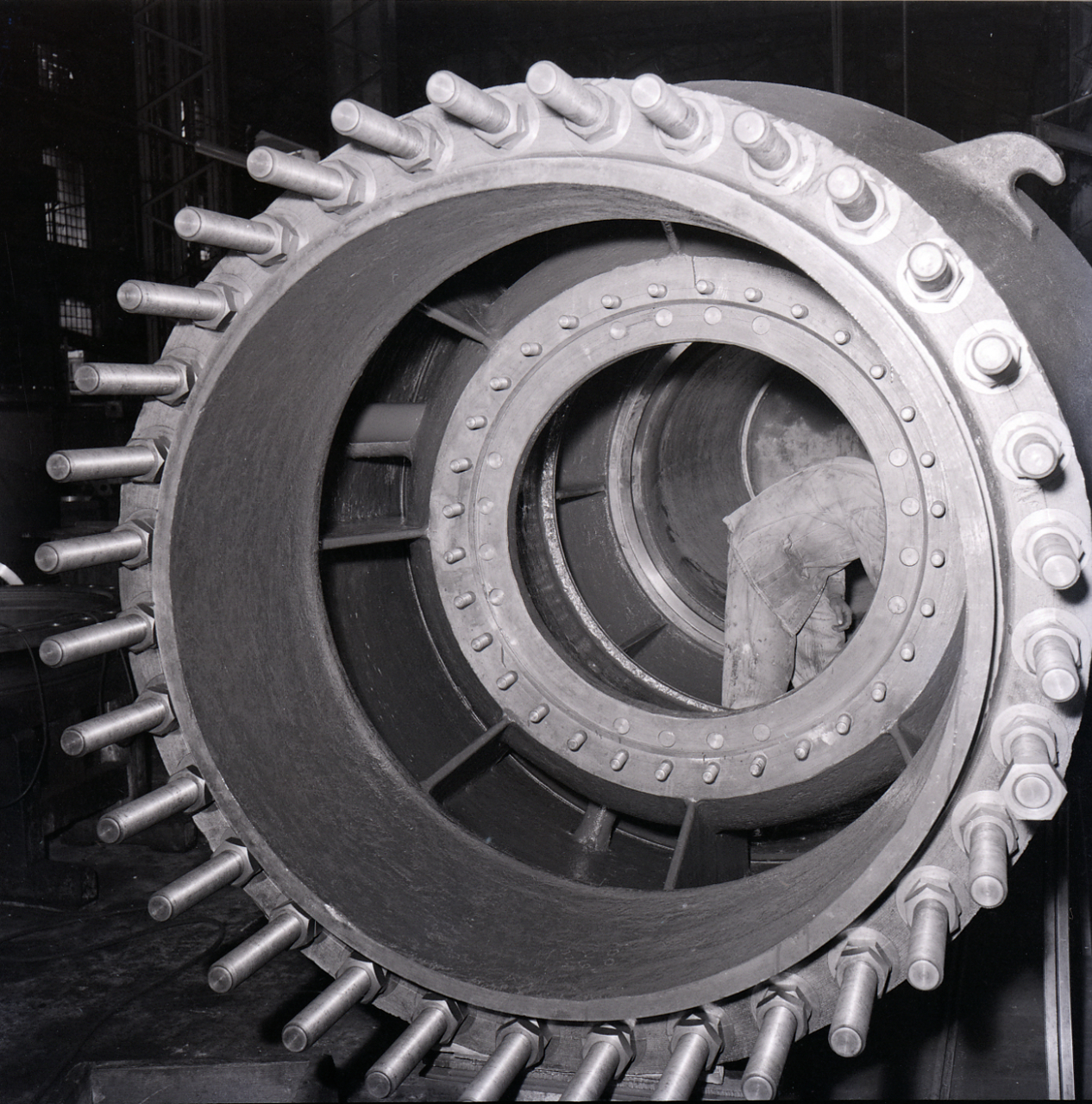
Paolo Monti, 1958

## Operații de prelucrare a materialelor metalice

### Debitarea
Pentru a fi separate bucăți mai mici, cu 
dimensiuni și forme  prestabilite, unui semifabricat metalic brut i se 
aplică operația de debitare sau tăiere. 

### Îndoirea
Schimbarea formei unui semifabricat/obiect neterminat, fără a se 
îndepărta din el material, se realizează prin operația de îndoire. Îndoirea 
metalelor se poate executa la rece sau/și la cald.

### Pilirea
Prin pilire se îndepărtează un adaos de material metalic, sub 
formă de așchii foarte fine cu ajutorul sculelor manuale numite pile.

### Polizarea
Operația de polizare are ca scop ajustarea sau/și îmbunătățirea 
calității suprafețelor prelucrate prin înlăturarea, cu ajutorul unor scule abrazive, a unui strat de metal sub 
formă de așchii.

### Strunjirea
Strunjirea este un proces de prelucrare prin așchiere, efectuat pe un strung, în care o sculă de așchiere, de obicei ne-rotativă, descrie o traiectorie elicoidală porintr-o deplasare liniară (mișcarea de avans), în timp ce piesa de prelucrat se rotește. 

### Găurirea
Execuția de găuri într-un material compact cu 
ajutorul burghielor se numește găurire sau burghiere.
Găurirea este o operație tehnologică de prelucrare prin așchiere care are ca scop obținerea unor găuri (alezaje) în material plin, prelucrarea putând fi executată cu mașini de găurit, mașini de frezat sau strunguri. După burghiere găurile mai pot fi prelucrate prin: teșire, lărgire, alezare, adâncire sau filetare.

### Frezarea
Frezarea este un proces de prelucrare prin așchiere în care se folosește o sculă așchietoare rotativă (freză) pentru a detașa așchii de material, prin avansarea sculei așchietoare în piesa de prelucrat. Prin frezare se pot prelucra suprafețe plane sau profilate, canale elicoidale, roți dințate etc. 

### Filetarea
Șurubul și piulița formează împreună (complementar) un mijloc de asamblare, sau altfel spus, o 
asamblare filetată. Filetarea este un procedeu de creare a unui filet sub forma unui canal elicoidal, înfășurat pe o suprafață cilindrică exterioară sau interioară, obținând filete cilindrice sau conice. Generarea elicei este posibilă:
- prin folosirea unor scule sub formă materializată (tarozi, filiere), deci cu directoare materializată;
- prin generare cinematică, realizabilă prin rulare (deformare plastică la rece) sau prin combinarea unei mișcări de rotație cu o mișcare de translație, deci cu directoare cinematică.[1]

### Rectificarea (prin așchiere)
Rectificarea este un proces de prelucrare prin așchiere, executată la mașinile de rectificat cu ajutorul sculelor abrazive pentru a obține fie a unor suprafețe foarte netede, fie a unor dimensiuni realizate cu mare precizie, fie a ambelor calități.